# 滨海专区
滨海专区，山东省已撤消的专区。
1949年由鲁中南行政区设置。在今山东省东南部和江苏省北部。辖新海连市及临沂、莒县、临沭、竹庭、莒南、郯城、东海、日照等县。专员公署驻临沂县（今市）。1950年撤销东海县和新海连市，合并设新海县，同年又撤销新海县，恢复新海连市，同年撤销滨海专区，辖县分别划归临沂、沂水二专区。 